# Behind Every Good Man
Behind Every Good Man es un cortometraje documental estadounidense de temática LGBT de 1967.

## Argumento
El cortometraje sigue el día a día de una mujer trans afroamericana en Los Ángeles, ofreciendo una representación positiva de la experiencia transgénero.

## Producción
La película fue lanzada en 1967, dos años antes de los disturbios de Stonewall de 1969, habiéndose producido antes del movimiento de liberación por los derechos LGBT. El cortometraje es también un ejemplo temprano de representación positiva transgénero en las producciones audiovisuales estadounidenses.
El cortometraje cuenta con una duración de 8 minutos y medio.